# São José do Barreiro
São José do Barreiro es un municipio en al este del estado de São Paulo, en la microrregión de Bananal. La población estimada en 2003 era de 4.208 habitantes y el área es de 571 km², el que resulta en una densidad demográfica de 7,37 hab/km².

## Historia
São José do Barreiro es uno de los 29 municipios paulistas considerados estancias turísticas por el estado de São Paulo, por cumplir determinados prerrequisitos definidos por la Ley Estatal. Tal status garantiza a esos municipios una mayor publicidad por parte del Estado para la promoción del turismo regional. También, el municipio adquiere el derecho de agregar junto a su nombre el título de estancia turística, término por el cual pasa a ser designado tanto por el expediente municipal oficial como por las referencias estatales.

### Hidrografía
- Represa Funil
- Río Mambucaba

### Carreteras
- SP-68
- SP-221